# Suicidalmord
Suicidalmord var mord i syfte att förövaren själv skulle dömas till döden, något som förekom i Sverige på 1700-talet och 1800-talet.
Självmördare kunde enligt kyrkans syn inte komma in i himmelriket. Som en lösning fann då desperata personer, främst kvinnor, ut att de genom att mörda kunde förväntas bli dömda till döden. Genom att de sedan ångrade sina handlingar ansågs det sedan ändå möjligt för dem att komma till himlen efter avrättningen. En liknande form av "lagligt" självmördande, främst bland män, kan kopplas till tidelag under 1600- och 1700-talen.